# Dion Malone
Dion Malone (* 12. Februar 1989 in Paramaribo, Suriname) ist ein surinamisch-niederländischer Fußballspieler auf der Position eines Verteidigers.

## Verein
Im Sommer 2012 wechselte Malone vom Zweitligisten Almere City FC, der bis zwei Jahre davor noch FC Omniworld hieß, zu ADO Den Haag in die Eredivisie. Dort spielte er fünf Jahre lang und ging dann 2017 zum aserbaidschanischen Erstligisten FK Qəbələ. Nur ein Jahr später kehrte er wieder zu ADO Den Haag zurück und war dort bis 2020 aktiv. Dann Malone bei NAC Breda unter Vertrag, bis er 2022 nach Zypern wechselte.

## Nationalmannschaft
Als 31-Jähriger debütierte Malone am 24. März 2021 für die surinamische A-Nationalmannschaft in der WM-Qualifikation gegen die Cayman Islands. Beim 3:0-Heimsieg wurde der Abwehrspieler in der 75. Minute für Ramon Leeuwin eingewechselt. Drei Monate später nahm er mit der Auswahl am CONCACAF Gold Cup in den USA teil und kam dort in allen drei Vorrundenspielen zum Einsatz.